# Federico Bernardeschi
Federico Bernardeschi (phát âm tiếng Ý: [federiko bernardeski]; sinh ngày 16 tháng 2 năm 1994) là một cầu thủ bóng đá chuyên nghiệp người Ý hiện đang thi đấu ở vị trí tiền vệ cánh cho câu lạc bộ Major League Soccer Toronto FC và đội tuyển bóng đá quốc gia Ý. Với biệt danh Brunelleschi, anh nổi tiếng nhờ lối chơi giàu kỹ thuật và đậm chất nghệ sĩ của mình.
Bernardeschi bắt đầu sự nghiệp của mình ở câu lạc bộ chuyên nghiệp với Fiorentina vào năm 2013 và đã ở lại khoác áo câu lạc bộ đến năm 2017, ngoài ra anh từng thi đấu một mùa giải cho Crotone dưới dạng cho mượn. Năm 2017, anh chuyển đến thi đấu cho Juventus trước khi bay sang Canada để đầu quân cho Toronto FC.
Ở cấp độ quốc tế, anh đã đại diện cho Ý ở cấp độ trẻ, ra mắt lần đầu tiên vào năm 2016 và là thành viên của đội tuyển Ý tại vòng chung kết UEFA Euro 2016 và UEFA Euro 2020, giải đấu mà anh cùng với các đồng đội lên ngôi vô địch.

## Sự nghiệp câu lạc bộ

### Đội trẻ
Anh bắt đầu chơi bóng đá vào năm 6 tuổi với Atletico Carrara. Một năm sau, anh chuyển đến Ponzano, một trường bóng đá của Empoli, trước khi đến Fiorentina năm 2003.
Sau khi trưởng thành từ lò đào tạo trẻ Fiorentina, anh đã trải qua mùa giải 2013-14 theo dạng cho mượn tại Crotone ở Serie B. Anh đã thi đấu chuyên nghiệp ở tuổi 19, vào ngày 8 tháng 9 năm 2013 với Pescara, anh vào sân sau 75 phút, thay thế Soufiane Bidaoui. Vào cuối mùa giải Bernareschi ghi 12 bàn trong 39 lần ra sân.

### Fiorentina
Vào ngày 20 tháng 6 năm 2014, Fiorentina đã chính thức được mua lại nửa quyền sở hữu từ Crotone, và anh đã được đưa vào đội hình dưới sự chỉ đạo của Vincenzo Montella. Trong mùa giải 2014-15, anh đã có 10 lần ra sân và 3 bàn thắng trong tất cả các trận đấu, bị chấn thương do gãy mắt cá chân khiến anh không thể ra sân vào tháng 11 năm 2014. Anh đã có trận ra mắt Serie A vào ngày 14 tháng 9 năm 2014, ở tuổi 20, khi được tung từ băng ghế dự bị ở phút 57 trong trận hòa 0-0 trên sân nhà trước Genoa. Bốn ngày sau, anh đã có trận ra mắt ở châu Âu trong trận thắng 3-0 trước En Avant Guingamp ở Europa League, trong đó anh ghi bàn đầu tiên cho CLB. Sau khi trở lại sau chấn thương, anh ghi bàn thắng đầu tiên của mình ở Serie A trong chiến thắng 3-0 trên sân nhà trước Chievo vào ngày 31 tháng 5 năm 2015.
Anh đã được trao tặng chiếc áo số 10 vào đầu mùa giải 2015-16, trước đó những người sở hữu chiếc áo số 10 tại Fiorentina là Giancarlo Antognoni và Roberto Baggio. Vào ngày 26 tháng 11 năm 2015, Bernardeschi ghi hai bàn thắng trong trận hòa 2-2 trước Basel ở vòng bảng Europa League. Vào ngày 6 tháng 2 năm 2016, Bernardeschi ghi bàn thắng thứ hai của mình ở Serie A, trong trận hòa 1-1 với Bologna.

## Sự nghiệp quốc tế
Vào ngày 5 tháng 3 năm 2014, anh đã có trận ra mắt với đội tuyển Ý cấp độ U21 trong trận đấu vòng loại Euro 2015 với U-21 Bắc Ireland. Anh đã tham gia giải vô địch U21 thế giới UEFA năm 2015 dưới sự chỉ đạo của HLV Luigi Di Biagio. Từ ngày 10 đến ngày 12 tháng 3 năm 2014, anh được huấn luyện viên Cesare Prandelli gọi vào đội tuyển quốc gia như là một phần của cuộc tập luyện để đánh giá các cầu thủ trẻ trước World Cup 2014.
Bernardeschi đã nhận được cú điện thoại đầu tiên của mình tới đội tuyển Ý từ ông Antonio Conte vào tháng 3 năm 2016 cho các trận giao hữu giữa Tây Ban Nha và Đức. Anh đã có trận ra mắt quốc tế cho đội tuyển Ý vào ngày 24 tháng 3, đó là trận hòa 1-1 với Tây Ban Nha. Vào ngày 31 tháng 5 năm 2016, anh có tên trong danh sách 23 tuyển thủ của Conte cho Euro 2016. Anh đã xuất hiện trong trận đấu cuối cùng của đội Ý với trận thua 0-1 trước Cộng hòa Ireland.
Năm 2020, anh cùng đội tuyển Ý đăng quang Euro lần thứ hai sau khi vượt qua đội tuyển Anh ở trận chung kết.

## Phong cách chơi bóng
Bernardeschi được đánh giá là một trong những cầu thủ trẻ tiềm năng nhất của Ý và là một cầu thủ cánh trái nhanh nhẹn, mạnh mẽ, có kỹ thuật cao và cứng cáp. Được biết đến với tốc độ và khả năng rê bóng của anh, vị trí được ưa thích của anh là cầu thủ chạy cánh đúng trong đội hình 4-3-3, một vị trí cho phép and dốc bóng vào trung tâm và sút xa về phía khung thành hoặc tạo cơ hội cho các đồng đội với những đường căng ngang. Do tính linh hoạt chiến thuật, thể lực dẻo dai, tầm nhìn rộng và có khả năng bọc lót phòng thủ, cũng như đặc điểm về kỹ thuật và thể lực, anh cũng có thể chơi ở một số vị trí khác, và đã được triển khai như một tiền vệ tấn công, một cầu thủ kiến tạo dạng số 10 cổ điển, hoặc như là một tiền đạo lùi. Anh đã tiết lộ Francesco Totti là mẫu cầu thủ anh đã học hỏi theo. Do phong cách chơi tao nhã của mình, anh đã được mệnh danh Brunelleschi, theo tên một kiến trúc sư Ý nổi tiếng.

## Thống kê sự nghiệp

### Câu lạc bộ
Tính đến 2 tháng 5 năm 2021 
| Câu lạc bộ          | Mùa giải            | Serie A | Serie A | Coppa Italia | Coppa Italia | Châu Âu | Châu Âu | Khác | Khác | Tổng cộng | Tổng cộng |
| Câu lạc bộ          | Mùa giải            | Trận    | Bàn     | Trận         | Bàn          | Trận    | Bàn     | Trận | Bàn  | Trận      | Bàn       |
| ------------------- | ------------------- | ------- | ------- | ------------ | ------------ | ------- | ------- | ---- | ---- | --------- | --------- |
| Crotone             | 2013–14             | 39      | 12      | 0            | 0            | —       | —       | —    | —    | 39        | 12        |
| Crotone             | Tổng cộng           | 39      | 12      | 0            | 0            | —       | —       | —    | —    | 39        | 12        |
| Fiorentina          | 2014–15             | 7       | 1       | 0            | 0            | 3       | 2       | —    | —    | 10        | 3         |
| Fiorentina          | 2015–16             | 33      | 2       | 1            | 0            | 7       | 4       | —    | —    | 41        | 6         |
| Fiorentina          | 2016–17             | 32      | 11      | 2            | 1            | 7       | 2       | —    | —    | 41        | 13        |
| Tổng cộng           | Tổng cộng           | 72      | 14      | 3            | 1            | 17      | 8       | —    | —    | 82        | 23        |
| Juventus            | 2017–18             | 22      | 4       | 3            | 0            | 5       | 1       | 1    | 0    | 31        | 5         |
| Juventus            | 2018–19             | 28      | 2       | 2            | 1            | 8       | 0       | 1    | 0    | 39        | 3         |
| Juventus            | 2019–20             | 29      | 1       | 3            | 0            | 6       | 1       | 0    | 0    | 38        | 2         |
| Juventus            | 2020–21             | 26      | 0       | 4            | 0            | 7       | 0       | 1    | 0    | 38        | 0         |
| Juventus            | Tổng cộng           | 105     | 7       | 12           | 1            | 26      | 2       | 3    | 0    | 146       | 10        |
| Tổng cộng sự nghiệp | Tổng cộng sự nghiệp | 215     | 33      | 15           | 2            | 44      | 10      | 4    | 0    | 278       | 45        |

### Quốc tế
Tính đến 1 tháng 6 năm 2022
| 2016      | 7  | 0 |
| 2017      | 6  | 1 |
| 2018      | 3  | 1 |
| 2019      | 8  | 2 |
| 2020      | 3  | 1 |
| 2021      | 11 | 1 |
| 2022      | 1  | 0 |
| Tổng cộng | 39 | 6 |

### Bàn thắng quốc tế
Bàn thắng của Ý được ghi trước.
| #  | Ngày                 | Địa điểm                                     | Đối thủ       | Bàn thắng | Kết quả | Giải đấu                 |
| -- | -------------------- | -------------------------------------------- | ------------- | --------- | ------- | ------------------------ |
| 1. | 11 tháng 6 năm 2017  | Sân vận động Frulli, Udine, Ý                | Liechtenstein | 4–0       | 5–0     | Vòng loại World Cup 2018 |
| 2. | 10 tháng 10 năm 2018 | Sân vận động Luigi Ferraris, Genoa, Ý        | Ukraina       | 1–0       | 1–1     | Giao hữu                 |
| 3. | 12 tháng 10 năm 2019 | Sân vận động Olimpico, Rome, Ý               | Hy Lạp        | 2–0       | 2–0     | Vòng loại Euro 2020      |
| 4. | 15 tháng 10 năm 2019 | Sân vận động Rheinpark, Vaduz, Liechtenstein | Liechtenstein | 1–0       | 4–0     | Vòng loại Euro 2020      |
| 5. | 11 tháng 11 năm 2020 | Sân vận động Artemio Franchi, Florence, Ý    | Estonia       | 2–0       | 4–0     | Giao hữu                 |
| 6. | 29 tháng 5 năm 2021  | Sardegna Arena, Cagliari, Ý                  | San Marino    | 1–0       | 7–0     | Giao hữu                 |